# 解放街道 (四平市)
解放街道，是中华人民共和国吉林省四平市铁东区下辖的一个乡镇级行政单位。

## 行政区划
解放街道下辖以下地区：
北大桥社区、胜利社区、解放社区和朝阳社区。